# Powodowo (Rychliki)
Powodowo (deutsch Powunden) ist ein Dorf in der polnischen Woiwodschaft Ermland-Masuren. Es liegt im Powiat Elbląski (Elbing) und gehört zur Landgemeinde (Gmina wiejska) Rychliki (Reichenbach).

## Geographische Lage
Powodowo liegt südlich des Druzno (Drausensee), 14 Kilometer südwestlich der früheren Kreisstadt Pasłęk (Preußisch Holland). Das Dorf ist von Rychliki (Reichenbach) an der Woiwodschaftsstraße 527 aus über Wysoka (Hohendorf) aus zu erreichen. Bis 1945 bestand über Kwietniewo (Königlich Blumenau, 1931–1945 Königsblumenau) Bahnanschluss an die Bahnstrecke von Elbing (Elbląg) über Allenstein (Olsztyn) nach Hohenstein (Olsztynek), die aber nicht mehr in Betrieb ist.

## Geschichte
Der bis 1945 Powunden genannte Ort wurde im Jahre 1285 dem Sudauer Fürsten Kantigirde sowie den Sudauer Zwinniennen und deren Söhnen verliehen. 1427 wurde hier ein Rittergut gegründet. Anfang des 17. Jahrhunderts war das Gut im Besitz der Familie Zehmen, und 1623 übernachtete hier König Sigismund III. auf seinem Weg zur Marienburg (polnisch: Zamek w Malborku). In der Mitte des 17. Jahrhunderts übernahm Familie Kerssenstein den Besitz. Es folgten noch viele Besitzerwechsel.
Im Jahr 1837 teilte man das Gut in Alt und Neu Powunden. Am 28. Mai 1874 kamen beide Güter zum neu gebildeten Amtsbezirk Neu Dollstädt (polnisch: Nowe Dolno). Er gehörte bis 1945 zum Landkreis Preußisch Holland im Regierungsbezirk Königsberg der preußischen Provinz Ostpreußen. Im Jahr 1910 zählte Alt Powunden 132 und Neu Powunden 133 Einwohner. Am 30. September 1928 schließlich wurden beide Gutsdörfer in die Landgemeinde Neu Dollstädt eingemeindet.
Infolge des Zweiten Weltkriegs kam Powunden zu Polen und heißt seitdem Powodowo. Es gehört jetzt zur Gmina Rychliki im Powiat Elbląski der Woiwodschaft Ermland-Masuren (1975 bis 1998 Woiwodschaft Elbląg).

## Religionen
Bis 1945 war die überwiegend evangelische Bevölkerung Powundens in das Kirchspiel Blumenau–Heiligenwalde (Kwietniewo-Święty Gaj) eingegliedert. Es gehörte zum Kirchenkreis Preußisch Holland (Pasłęk) in der Kirchenprovinz Ostpreußen der Kirche der Altpreußischen Union.
Heute gehört der nun von vorwiegend katholischen Kirchengliedern bewohnte Ort wie bisher zur Pfarrei in Kwietniewo (Königlich Blumenau, 1931–1945 Königsblumenau), nun allerdings im Dekanat Dzierzgoń (Christburg) im Bistum Elbląg (Elbing) der Katholischen Kirche in Polen. Hier lebende evangelische Kirchenglieder sind der Kirchengemeinde in Pasłęk (Preußisch Holland) zugeordnet. Sie ist eine Filialgemeinde von Ostróda (Osterode in Ostpreußen) in der Diözese Masuren der Evangelisch-Augsburgischen Kirche in Polen.